# Папаши (телесериал)
«Папаши» (англ. Dads, также встречается вариант перевода «Отцы») — американский комедийный телесериал. Пилотный эпизод был показан на телеканале Fox 17 сентября 2013 года. 7 мая 2014 года, Fox закрыл сериал после одного сезона.

## Сюжет
Элай (Сет Грин) и Уорнер (Джованни Рибизи) — лучшие друзья с детства и соучредители компании "Игры детей-призраков" (досл. Ghost Child Games, GCG). Уорнер женат, имеет двух детей и зачастую испытывает стресс, пытаясь сбалансировать карьеру и семейную жизнь. В отличие от Уорнера, Элай ведёт себя более раскрепощенно, иногда находит время на самосовершенствование. Он уверен в себе, хотя иногда показывает полное отсутствие морали и благих намерений. В какой-то момент дружба компаньонов осложняется появлением их отцов. И если папа Уорнера, Кроуфорд — образец вечного оптимиста и непомерных денежных трат, то отец Элая, Дэвид, напротив — памятник негативу, вечно капризный и разочарованный.

## Персонажи
- Элай Сакс (Сэт Грин) — бородатый весельчак-одиночка. Является соучредителем фирмы по производству компьютерных игр. Живет в том же здании, в котором располагается фирма (с разницей в несколько этажей), немного несобранный, что заметно не сразу. Однако, это не мешает ему поддерживать хорошие отношения с коллективом.
- Дэвид Сакс (Питер Ригерт) — отец Элая, в прошлом — богатый человек, который был вынужден переехать к сыну. Постоянно не доволен жизнью, практически ничего не делает в доме сына, но при этом всегда находит отговорку на такие случаи. Периодически становится источником возмущения домохозяйки Элая, с которой он часто спорит.
- Уорнер Уиттмор (Джовани Рибизи) — порядочный семьянин, друг Элая, также является соучредителем фирмы по производству компьютерных игр. Несколько пессимистически относится к жизни, причиной тому является семейная жизнь. По сути, разрывается между работой и семьей. В редкие моменты находит время для дружеского общения с Элаем.
- Кроуфорд Уиттмор (Мартин Малл) — отец Уорнера, в отличие от Дэвида, он смотрит на жизнь с особым огоньком. Вечно придумывает бизнес-идеи, которые не приносят никакой пользы. Переехал к Уорнеру, познакомился с его женой, нашел с ней общий язык. Любит бывать на работе у сына, внося туда разнообразие.
- Камила (Ванесса Лаше) — жена Уорнера, домохозяйка. Ладит с Кроуфордом, который иногда помогает ей. Иногда не понимает мужа, это непонимание порой перерастает в ссоры.
- Вероника (Бренда Сонг) — директор фирмы Элая и Уорнера. Азиатка, постоянно отпускает шутки по поводу своей национальности, но не любит, когда над ними смеются. Единственный человек, который находит решение практически любой задачи, когда у Элая и Уорнера опускаются руки.
- Эдна (Тонита Кастро) — домработница Элая, любит его всем сердцем. При этом достаточно предвзято относится к Дэвиду за его вечное нежелание делать что-либо полезное.

## Список серий
| #  | №  | Серия                                                        | Дата выхода      | Описание серии |
| -- | -- | ------------------------------------------------------------ | ---------------- | --- |
| 1  | 1  | «Пилотная серия\Pilot»                                       | 17 сентября 2013 | К Элаю и Уорнеру приезжают их отцы. приятели не в восторге, но, в конце концов, смиряются с этим. |
| 2  | 2  | «Пироженки\Heckuva Job, Brownie»                             | 24 сентября 2013 | Уорнер озабочен тем, что дела компании идут не так, как хотелось бы. А все из-за того, что Элай завязал с легкими наркотиками. |
| 3  | 3  | «Приберись у меня\Clean on me»                               | 1 октября 2013   | Элай предлагает услуги своей домработницы Уорнеру, поскольку у него небольшие проблемы с уборкой. |
| 4  | 4  | «Забавная девушка\Funny Girl»                                | 8 октября 2013   | Элай знакомится с Энни, девушкой-комиком. Уорнер приглашает своего отца для озвучивания компьютерной игры. |
| 5  | 5  | «Олдфингер\Oldfinger»                                        | 15 октября 2013  | Элай и Уорнер должны пройти медицинское обследование. Их отцы также посещают врача. В итоге доктора обеспокоены здоровьем именно сыновей. |
| 6  | 6  | «Мой папа горячее твоего папы\My Dad's Hotter Than Your Dad» | 22 октября 2013  | Отцы Элая и Уорнера устраивают соревнование на право встречаться с новой сотрудницей компании их сыновей. |
| 7  | 7  | «Нечестная игра\Foul Play»                                   | 29 октября 2013  | Жена Уорнера приглашена в пьесу. Уорнеру не хочется помогать жене, в то время как отец Уорнера не против помочь своей невестке в репетировании диалогов пьесы. |
| 8  | 8  | «Двойные неприятности\Doubles Trouble»                       | 12 ноября 2013   | Уорнер и Элай классно проводят время, играя в игры. Когда у жены Уорнера возникает вопрос, почему её муж не уделяет ей должного внимания, это приводит к ссоре Уорнера и Илая. Станет ли это угрозой срыва чемпионата по компьютерной игре                                                                              |
| 9  | 9  | «К вопросу о комиксах\Comic Book Issues»                     | 19 ноября 2013   | Элай и Уорнер становятся чуть ли не заклятыми врагами, когда узнается, что коллекция комиксов Элая куда-то исчезла. Помимо этого, Уорнер узнает страшный секрет своей жены. |
| 10 | 10 | «Неподобающее обращение\Dad Abuse»                           | 26 ноября 2013   | Отцов Элая и Уорнера забирает социальная служба, поскольку возникает подозрение в ненадлежащей заботе сыновей за отцами. Какое-то время и тем и другим такая ситуация очень нравится, однако вечно все это длиться не может.                                                                                            |
| 11 | 11 | «Сбой, укравший Рождество\The Glitch That Stole Christmas»   | 3 декабря 2013   | Элай и Уорнер заняты выпуском новой игры к Рождеству. В какой-то момент друзья понимают, что совершили ошибку, которую нужно срочно исправить. Отец Элая не знает, что подарить сыну, поэтому идет работать Сантой. Эдна соглашается помочь ему, однако, Дэвид - не единственный, кому требуется помощь от домохозяйки. |
| 12 | 12 | «Мистер Эдна\Mister Edna»                                    | 7 января 2014    | У Эдны возникли проблемы с законом, её готовят к депортации. Чтобы хоть как-то спасти ситуацию, отец Элая предлагает Эдне выйти за него замуж. |
| 13 | 13 | «Элай из Найтингейла\Eli Nightingale»                        | 14 января 2014   | Вероника подхватила простуду, Элай предлагает ей свою помощь, зная, что Уорнер патологически не переносит всякого рода заболевания из-за боязни подхватить вирус. Вскоре Элай понимает, что зря согласился помочь Веронике.                                                                                             |
| 14 | 14 | «Хулиган Джин\Bully Gene»                                    | 21 января 2014   | Элай знакомится с девушкой, у которой есть сын от прошлого брака. Уорнер рекомендует другу быть поосторожнее с этим ребенком, однако, Элай не слушает его. Сам же Уорнер поссорился со своей женой и понял, что это ему очень нравится.                                                                                 |
| 15 | 15 | «Личико\Baby Face»                                           | 28 января 2014   | К жене Уорнера приехала сестра, у которой возникли проблемы. Поэтому Уорнер временно остается один дома, что не может не радовать. Тем временем, Кроуфорд и Дэвид отправляются отдохнуть в отель, где их ждет неожиданный сюрприз.                                                                                      |
| 16 | 16 | «Уорнер получил, что хотел\Warner's Got it Made»             | 4 февраля 2014   | Илай и Уорнер создают новую игру про мафиози. Для того, чтобы все получилось, отец Уорнера знакомит друзей со своим приятелем - членом преступного синдиката. В какой-то момент Уорнер попадает в неприятную историю, которая может очень плохо закончится, причем, не только для него.                                 |
| 17 | 17 | «Враги Билла\Enemies of Bill»                                | 11 февраля 2014  | Жене Уорнера надоело, что Кроуфорд слишком много пьет и решила устроить всем "алкогольную голодовку". Это привело к тому, что у отца и сына образовалась куча свободного времени. Чтобы как-то себя занять, они вспомнили про своё давнее хобби. В это же время Эдна замечает, что кто-то ворует её мелочь.             |
| 18 | 18 | «Сердечный приступ\Have a Heart... Attack»                   | 11 февраля 2014  | Уорнер счастлив - его отец наконец-то съезжает. Чтобы как следует повеселиться, он собирает вечеринку у себя дома. Тем временем Дэвид хочет отдохнуть дома, но ему никак не удается. В итоге у него случается сердечный приступ.                                                                                        |